# Форт-Мід (Меріленд)
Форт-Мід (англ. Fort Meade) — переписна місцевість (CDP) в США, в окрузі Енн-Арундел штату Меріленд. Населення — 9324 особи (2020).

## Географія
Форт-Мід розташований за координатами 39°6′36″ пн. ш. 76°44′41″ зх. д. / 39.11000° пн. ш. 76.74472° зх. д. (39.110021, -76.744746).  За даними Бюро перепису населення США в 2010 році переписна місцевість мала площу 21,00 км², з яких 20,97 км² — суходіл та 0,03 км² — водойми.

## Демографія
Згідно з переписом 2010 року, у переписній місцевості мешкало 9327 осіб у 2357 домогосподарствах у складі 2046 родин. Густота населення становила 444 особи/км².  Було 2731 помешкання (130/км²).
Расовий склад населення:
| - 62,0 % — білих - 23,9 % — чорних або афроамериканців - 2,9 % — азіатів - 0,7 % — корінних американців - 0,3 % — вихідців з тихоокеанських островів - 3,2 % — осіб інших рас |

До двох чи більше рас належало 7,1 %. Частка іспаномовних становила 12,6 % від усіх жителів.
За віковим діапазоном населення розподілялося таким чином: 37,9 % — особи молодші 18 років, 61,6 % — особи у віці 18—64 років, 0,5 % — особи у віці 65 років та старші. Медіана віку мешканця становила 23,6 року. На 100 осіб жіночої статі у переписній місцевості припадало 110,3 чоловіків;  на 100 жінок у віці від 18 років та старших — 114,3 чоловіків також старших 18 років.
Середній дохід на одне домашнє господарство  становив 78 972 долари США (медіана — 64 518), а середній дохід на одну сім'ю — 72 957 доларів (медіана — 61 976). Медіана доходів становила 43 023 долари для чоловіків та 40 625 доларів для жінок. За межею бідності перебувало 6,3 % осіб, у тому числі 6,9 % дітей у віці до 18 років та 0,0 % осіб у віці 65 років та старших.
Цивільне працевлаштоване населення становило 2247 осіб. Основні галузі зайнятості: публічна адміністрація — 46,7 %, освіта, охорона здоров'я та соціальна допомога — 17,8 %, роздрібна торгівля — 9,1 %, науковці, спеціалісти, менеджери — 7,3 %.